# Márianskaya
Márianskaya (del ruso: Ма́рьянская) es una stanitsa del raión de Krasnoarméiskaya, en el sur de Rusia. Está situada en las tierras bajas de Kubán-Azov, en la orilla derecha del río Kubán, 44 km al sudeste de Poltávskaya y 31 al noroeste de Krasnodar, la capital del krai. Tenía 10 643 habitantes en 2010 y 155.29 km² de superficie.
Es cabeza del municipio Márianskoye.

## Historia
El asentamiento fue fundado en 1823 y recibió el estatus de stanitsa en 1842. Inicialmente era parte del otdel de Temriuk del óblast de Kubán, aunque luego su administración sería transferida al otdel de Ekaterinodar, en el mismo óblast, al que perteneció hasta 1920. A finales del siglo XIX contaba con 7 248 habitantes. El 20 de diciembre de 1935 fue nombrada centro administrativo del raión de Márianskaya, anulado el 22 de agosto de 1953.

## Demografía
| 2002   | 2010   |
| ------ | ------ |
| 10 221 | 10 643 |

### Composición étnica
De los 10 221 habitantes que tenía en 2002, el 93.2 % era de etnia rusa, el 2.7 % era de etnia armenia, el 1.7 % era de etnia ucraniana, el 0.4 % era de etnia alemana, el 0.3 % era de etnia tártara, el 0.3 % era de etnia bielorrusa, el 0.2 % era de etnia georgiana, el 0.1 % era de etnia azerí y el 0.1 era de etnia griega

## Economía
- Bodega Márianski: producción de uva y vino.
- AO "Kuban" - elaboración de arroz.
- ZAO "Orejprom" - envasado.

## Servicios sociales
En la localidad se hallan dos escuelas, tres jardines de infancia, una casa de cultura, dos ambulatorios, una biblioteca y un museo entre otros servicios. 